# Leon III. Izaurijski
Leon III. Izaurijski ili Lav III. Izaurijski (grč. Λέων Γ' ο Ίσαυρος, Leon ho Isaurós; Germanikeja, oko 680. – 18. lipnja 741.) bio je bizantski car.

## Životopis
Potjecao je iz obitelji koja se nastanila u Germanikeji u sjevernoj Siriji. S obitelji je bio premješten u Traciju (695.) te se stavio na raspolaganje Justinijanu II. Car mu je zahvalio raznim častima i službama preko kojih je došao do carske krune.
Carevao je od 717. do 741. Uspio je obraniti carstvo od arapskih navala. Vladavinu mu je obilježilo što je prestalo razdoblje nepostojanosti na carskom prijestolju, koje je od 695. pa sve do njegova vremena trpilo neprestane prevrate, što je dovelo do toga da je Bizant spao s carstva gradova na carstvo tvrđava. Iako se prijestolje njegovim dolaskom učvrstilo, zbog Leonova promicanja kipoborstva, izazvao je novu dugoročnu krizu u Bizantu koja je prestala tek 843. godine s pobjedom ikonofila. Osim što je obranio Carigrad od arapske opsade 717. – 718., povijest ga pamti kao osobu koja je utemeljila izaurijsku odnosno sirsku dinastiju, koja je vladala Bizantom do 802. godine.
Bio je prvi bizantinski car koji se borio protiv štovanja svetih slika. Već 724. godine počeo je govoriti protiv svetih slika. Godine 726. naredio je vojničkom zapovjedniku Jovinu da, u predjelu Kalhisa u Carigradu, uništi sliku Krista koja se nalazila iznad glavnih vrata carskoga dvora. Predaja je tu sliku pripisivala Konstantinu Velikomu, zbog čega ju je pobožni puk uvelike štovao. Mnoštvo je tada Jovina na mjestu ubilo. Lav je na to odvratio raznim osudama i kaznama.
Papa Grgur II. osudio ga je zbog rušenja svetih slika te prosvjedovao zbog njegova miješanja u vjerske poslove. Dana 17. siječnja 730. godine, sazvao je u carskom dvoru vijeće ondašnjih prvaka, na kojem su prisutni trebali potpisati spis protiv štovanja svetih slika. Patrijarh German odbio je carski prijedlog te je bio svrgnut. Na njegovo mjesto postavljen je Anastazije. On je posalo papi spise toga vijeća koji su osuđivali svete slike, ali ih papa odbio. Mjere su bile uperene i protiv svetih slika i njihovih štovatelja. Tako je od 730. počela službena borba protiv svetih slika, predvođena od cara.
Papa Grgur III. sazvao je u Rimu sabor 731. kojim je potvrdio štovanje svetih slika. Razočaran tom odlukom, Lav III. odlučuje silom nametnuti svoju volju i Svetoj Stolici i dijelu Italije koji je bio pod njegovom vlašću. Od rimske je nadležnosti odcjepio Istočni Ilirik te dijelove u južnoj Italiji kako bi ih podvrgnuo carigradskom patrijarhu. Time Zapad postaje sve više neovisan od cara na Istoku, dok se Istok počeo odmicati od utjecaja rimskoga pape.
Za hrvatsku je povijest značajan po tome što je 732. silom oduzeo salonitansku nadbiskupiju papi i podredio ju sebi.

## Obitelj
Leon je bio oženjen Marijom Izaurijskom, s kojom je imao sina, Konstantina V.

### Članci
- Tadin, Marin. 1984. Bizantinski ikonoklazam ili kipoborstvo (730—843. god.). Crkva u svijetu. Sveučilište u Splitu - Katolički bogoslovni fakultet. Split. 19 (4): 391–405

| Prethodnik:                  | Bizantski carevi | Nasljednik:                          |
| Teodozije III. (715. – 717.) | Bizantski carevi | Konstantin V. Kopronim (741. – 775.) |